# Roberto Gouveia Nascimento
Roberto Gouveia Nascimento (Ituiutaba, 6 de junho de 1955) é um médico, escritor e político brasileiro.

## Biografia

### Primeiros anos e formação acadêmica
Gouveia nasceu em Ituiutaba, município localizado no interior de Minas Gerais. Para dedicar-se aos estudos, mudou-se para São Paulo, onde ingressou Faculdade de Medicina da Universidade de São Paulo (FMUSP), onde formou-se em Medicina no ano de 1979.
Formado em Medicina, especializou-se em Saúde pública na Faculdade de Saúde Pública da Universidade de São Paulo (FSP/USP) no ano de 1980.

### Política
Estabelecido em São Paulo, filiou-se ao Partido dos Trabalhadores (PT), onde foi eleito deputado estadual em quatro pleitos, 1986, 1990, 1994 e 1998, tendo sido constituinte em 1989.
No ano de 2002, foi eleito deputado federal por São Paulo, após conquistar 113.494 votos. Candidatou-se para reeleição em 2006, mas não foi eleito após receber 58.290 votos.

#### Desempenho eleitoral
| Ano  | Cargo                          | Votos   | Resultado  | Ref.   |
| ---- | ------------------------------ | ------- | ---------- | ------ |
| 1986 | Deputado estadual de São Paulo | 21.184  | Eleito     | [ 9 ]  |
| 1990 | Deputado estadual de São Paulo | 34.202  | Eleito     | [ 10 ] |
| 1994 | Deputado estadual de São Paulo | 24.992  | Eleito     | [ 11 ] |
| 1998 | Deputado estadual de São Paulo | 42.135  | Eleito     | [ 12 ] |
| 2002 | Deputado federal de São Paulo  | 113.494 | Eleito     | [ 13 ] |
| 2006 | Deputado federal de São Paulo  | 58.290  | Não eleito | [ 8 ]  |

## Publicações
- Saúde pública, suprema lei: a nova legislação para a conquista da saúde, São Paulo: Edições Mandacaru, 2000.[14]